# Gor (film)
Gor   este un film american SF și fantastic din 1988 regizat de Fritz Kiersch. Rolurile principale au fost interpretate de actorii Urbano Barberini, Rebecca Ferratti și Jack Palance. Este urmat de filmul Outlaw of Gor (1989). Scenariul este o adaptare a romanului The Tarnsman Of Gor, scris de profesorul de filozofie și autorul John Frederick Lange Jr. sub pseudonimul John Norman.

## Prezentare
Profesorul american Tarl Cabot (Barberini) după un accident auto ajunge prin intermediul unui inel magic pe planeta Gor. Aici trebuie să ajute o țară asuprită să-și răstoarne regele său și pe acoliții săi barbari.

## Distribuție
- Urbano Barberini - Tarl Cabot
- Rebecca Ferratti - Talena
- Jack Palance - Xenos
- Paul L. Smith - Surbus
- Oliver Reed - Sarm
- Larry Taylor - King Marlenus
- Graham Clarke - Drusus
- Janine Denison - Brandy
- Donna Denton - Queen Lara
- Jenifer Oltman - Tafa
- Martina Brockschmidt - Dorna
- Ann Power - Beverly
- Arnold Vosloo - Norman
- Chris du Plessis - Sarsam
- Ivan Kruger - Sarm's Rider
- Joe Ribeiro - Auctioneer
- Visser du Plessis - Compound Guard
- Philip Van der Byl - Whipman
- George Magnussen - Old Man
- Fred Potgieter - Brand Master
- Etty Orgad - Hooded Woman
- Amanda Haramis - Hooded Woman
- Eve Joss - Auction Slave
- Bobby Lovegreen - Sarsam's Rider
- Rick Skidmore - Prisoner
- Vic Tearnan - Body Guard
- Andre du Plessis - Body Guard
- Fred Swart - Feast Master
- Nobby Clark - Merchant

## Producție
Filmările au avut loc în Mauritius și Africa de Sud.  

## Primire
Gor  a fost criticat aspru  la premiera sa (și ulterior) pentru valoarea joasă a producției și a esteticii sale de prost gust. Filmul a fost ținta criticilor pentru temele sale sexuale evidente și pentru portretizarea personajelor feminine ca  sclave ale bărbaților.